# Thétes
De thétes (Oudgrieks: τὸ θητικόν / tò thêtikón) waren de burgers van de vierde en laagste vermogensklasse van Solon in het oude Athene gedurende de archaïsche periode (ca. 800-500 v.Chr.). Deze burgers bereikten het inkomen van 200 medimnen graan per jaar niet of waren dagloners. Daarnaast konden zij ook als roeier in de Griekse triremen tewerkgesteld worden.
Ze werden toegelaten tot de ekklèsia en konden zetelen in de heliaia (burgerrechtbank). Gedurende de hervormingen van Ephialtes en Perikles (ca. 460- 450 v.Chr.) waren zij gemachtigd om een openbaar ambt te bekleden. Zij konden daarentegen geen deel uitmaken van de boulè, niet als hopliet in het Atheens leger of als magistraat dienen.